# Cañasgordas
Cañasgordas es un municipio de Colombia, localizado en la subregión Occidente del departamento de Antioquia. Limita por el norte con el municipio de Dabeiba, por el sur con el municipio de Giraldo, por el oriente con el municipio de Buriticá y por el occidente con los municipios de Abriaquí y Frontino. Su temperatura media es de 20 °C. Su cabecera municipal 
está a 133 kilómetros de la ciudad de Medellín, capital del departamento, y posee una extensión de 391 kilómetros cuadrados.

## Historia
Cuando desde España llegaron a las tierras americanas las huestes conquistadoras que estaban al mando del Mariscal Jorge Robledo, él, con sus soldados, y hasta la región hoy denominada Cañasgordas, esta zona estaba habitada por aborígenes de la etnia de los Catíos. Estos indígenas solían vivir esparcidos por entre los bosques y las vertientes de las montañas buscando un buen clima. Incidentalmente hay que anotar que estas tribus se alimentaban especialmente de la caza y la pesca, a las cuales eran particularmente adictos, y sin mucha afición por la agricultura. 
Como dato de interés cabe destacar Que las anotaciones de un sacerdote Carmelita, por entonces misionero en estas tierras de América, quien acota cómo el dialecto de los Catíos, en especial debido a sus palabras mayoritariamente agudas, no poseía ninguna semejanza con los demás dialectos de las distintas tribus aborígenes prehistóricas de todo el continente. 
Este sacerdote, según los artículos publicados en la Internet en “Monografías de Antioquia”, sección Cañasgordas (ver referencia al final de este comentario), afirma que respecto de este dialecto catío se ha hallado una semejanza con el idioma Vasco debido a la formación particular de las palabras que tiene este hablar, y a la caprichosa independencia de sus raíces. 
Las tribus de los catíos moraban en bohíos pajizos toscos elevados del suelo hasta dos metros para evadir las plagas de insectos y demás animales propios de la región; esta etnia construía además en las espesuras de los bosques para evadir la furia del calor solar. Gustaban de las vegas de los ríos donde la caza, la pesca y el transporte fluvial se les hacían más obvios. Respecto de la agricultura, sin embargo, los catíos se dedicaban prácticamente sólo al cultivo del tabaco, pues se sabe que fueron grandes fumadores, y también, cultivaban maíz para fabricar chicha, con la cual se emborrachaban ritualmente y de continuo en medio además de grandes orgías. 
Fueron estos, más o menos, los personajes que encontraron los conquistadores españoles en este territorio. El paraje de Cañasgordas se demoraría hasta junio de 1782 para recibir el título de "Parroquia", la cual se denominó en esos tiempos "Parroquia de San Carlos de Cañasgordas". Solamente después de 41 años de establecida, esta parroquia fue erigida como distrito municipal. 

## Generalidades
La fundación de Cañasgordas aconteció el 1 de diciembre de 1776, y su erección hasta la categoría de Municipio, en 1823. 
El municipio se comunica por carretera con Medellín, San Jerónimo y Santa Fe de Antioquia. Su nombre, "Cañasgordas" fue utilizado por los españoles para denominar la región respecto de las guaduas de gran tamaño que allí abundaban. Inicialmente, sin embargo, esta población se llamó San Carlos de Cañasgordas. También ha llevado los nombres de Miramar y Balboa.
El apelativo del municipio es Paraíso para propios y visitantes.

## División Político-Administrativa
Además de su Cabecera municipal. Cañasgordas tiene bajo su jurisdicción los siguientes corregimientos (de acuerdo a la Gerencia departamental):
- Cestillal
- Juntas de Uramita
- San Pascual

## Demografía
Población Total: 16 287 hab. (2023)
- Población Urbana: 6 158
- Población Rural: 10 129

Alfabetismo: 79.5% (2005)
- Zona urbana: 85.4%
- Zona rural: 76.8%

### Etnografía
Según las cifras presentadas por el DANE del censo 2005, la composición etnográfica del municipio es: 
- Mestizos & Blancos (98,1%)
- Afrocolombianos (1,9%)

## Economía
Las actividades económicas de Cañasgordas se han centrado en la agricultura, la ganadería y la minería. 
Con relación a otros aspectos de su economía, se han destacado estos municipaleños por la cuenta agropecuaria del Ganado Bovino y Equino, y en agricultura por la Caña, el Cacao, el Café, el Murrapo y el Tabaco. Pero además, han practicado la Minería del Oro y la industria de la Madera. Sus artesanías se expresan en esteras, canastos y bolsas de cabuya.

## Fiestas
- Fiestas del Santo Cristo, en el mes de septiembre
- Fiesta del Folclor y del Deporte, la cual se realiza cada dos años desde 1972, en el mes de agosto.
- Festival Folclórico, tercera semana de agosto
- Semana Santa, sin fecha fija en el mes de marzo o principios del mes de abril.

- Olimpiadas Campesinas, cada dos años, en el mes de octubre.

## Sitios de interés
Patrimonio histórico:
- Iglesia Santuario Del Santo Cristo. La construcción fue remodelada entre los años 1947 y 1966. Es de estilo románico, con cúpulas de media naranja y un frontis donde sobresalen el reloj y las campanas.
- EL SANTO CRISTO reconocido en el occidente por su poder milagroso
- La virgen de la moladora. Se encuentra ubicada en la vereda de Buenos aires, a 5 km de la cabecera
- La Capilla de la Sagrada Familia. Ubicada en el Parque de los libertadores, perteneció a la antigua normal de Señoritas, fue lo único que quedó de esta institución, liderada por las hermanas Capuchinas.
- El Hipogeo. Lugar arqueológico, donde hay un cementerio indígena.

Otros sitios de interés:
- Hacienda Hijos de Eduardo Herrera. Ubicada en la vereda Imantago, casa solariega cómo las antiguas antioqueñas, considerada uno de los pocos bienes patrimoniales materiales del municipio, por tradición ha sido una hacienda panelera, aún hoy se puede conocer allí el proceso de la panela en el trapiche
- Hacienda la Lorena. Ubicada en el barrio el Porvenir, tradicionalmente ha sido una finca cafetera, fue de las más reconocidas en la región, hoy sigue produciendo café y se puede conocer todo el proceso desde que se coge el grano en flor hasta el secado... Es un lugar apacible, una finca que conserva su ambiente cafetero, su aire Antioqueño.

- El Rancho de occidente Tiki y Clara, Restaurante, bar y parrilla, se encuentra en la vereda "el paso", a 4 km vía al mar.

- Restaurante Estadero Laura vía hacia Medellín, kilómetro 4. Donde se puede divisar todo el bello paisaje del Occidente Antioqueño.

- Finca Hotel la Esperanza. Ubicada en el camino a la vereda Herejes, es una casa tradicional campesina, patrimonio material del municipio con más de 100 años, tiene todas las comodidades y ofrece espacios muy agradables y confortables para tener un contacto con la naturaleza, compartir en familia, practicar el senderismo, el pícnic, el camping y disfrutar de una excelente y única vista desde el mirador San José, en el cual se puede divisar a lo lejos el Urabá Antioqueño y más cerca a los municipios de Frontino y Uramita...

- Café Canelo. Tienda experiencial de café con orígenes regionales. Preparación de bebidas frías y calientes a base de café y repostería gourmet. Cervezas artesanales y coctelería. Ubicado dentro del restaurante La Fonda de Toño, calle principal, al lado de la casa cural.